# Kangaroo Court
"Kangaroo Court" er en single af det amerikanske indiepopband Capital Cities. Sangen var udgivet den 7. juni 2013, og er den anden single fra bandets debutalbum In a Tidal Wave of Mystery.

## Musikvideo
"Kangaroo Court"s musikvideo blev direktet af de Capital Cities medlemmer Sebu Simonian og Ryan Merchant, og også af Carlos López Estrada. Musikvideoen var udgivet til Capital Cities' officiel YouTube-kanal den 5. september 2013.

## Remix
I oktober 2014, udgav Capital Cities, Fitz and The Tantrums og DJ Earworm en mashup, der hedder "Kangaroo League". Remixet kombinerer "Kangaroo Court" med Capital Cities' tidligere single, "Safe and Sound", og med Fitz and the Tantrums' "Out of My League".
Andre remix omfatter:
- "Kangaroo Court" (radio edit) – 3:22
- "Kangaroo Court" (Robert DeLong remix) – 2:57
- "Kangaroo Court" (Shook remix) – 4:10
- "Kangaroo Court" (Forever Kid remix) – 4:42